# Artëm Žmurko
Artëm Vladimirovič Žmurko, accreditato come Artem Zhmurko dalla FIS (in russo Артём Владимирович Жмурко?; Kemerovo, 3 ottobre 1985), è un ex fondista russo.

## Biografia
Nato a Kemerovo, dal 2005 al 2009 Artëm Žmurko ha gareggiato in competizioni minori (gare FIS, Coppa Europa Orientale, Campionati russi). In Coppa del Mondo ha esordito il 16 gennaio 2010 nella 15 km a tecnica classica di Otepää (9°) e ha ottenuto la prima vittoria, nonché primo podio, già nella gara successiva, il 23 gennaio nell'inseguimento di Rybinsk. Da allora ha gareggiato solo saltuariamente in Coppa del Mondo e, dopo il 33º posto nella classifica del 2010, nel 2011 ha raccolto appena quattro punti, con il 231º posto finale.
In carriera non ha mai preso parte né a Giochi olimpici invernali, né a Campionati mondiali.

## Palmarès

### Coppa del Mondo
- Miglior piazzamento in classifica generale: 33º nel 2010
- 1 podio (individuale):
  - 1 vittoria

#### Coppa del Mondo - vittorie
| Data       | Luogo   | Paese  | Disciplina |
| ---------- | ------- | ------ | ---------- |
| 23 gennaio | Rybinsk | Russia | 30 km PU   |

Legenda:

PU = inseguimento

TC = tecnica classica

TL = tecnica libera